# قطعنامه ۱۹۶۹ شورای امنیت
قطعنامه ۱۹۶۹ شورای امنیت سازمان ملل متحد که در تاریخ ۲۴ فوریه ۲۰۱۱ تصویب شد، سندی بین‌المللی دربارهٔ بررسی وضعیت تیمور شرقی است. این قطعنامه طی نشست ۶۴۸۷ام با ۱۵ رای موافق، ۰ مخالف و ۰ ممتنع تصویب شد.